# Сьвідве (Куявсько-Поморське воєводство)
Сьвідве (пол. Świdwie) — село в Польщі, у гміні Семпульно-Краєнське Семполенського повіту Куявсько-Поморського воєводства.
Населення — 159 осіб (2011).
У 1975-1998 роках село належало до Бидгощського воєводства.

## Демографія
Демографічна структура станом на 31 березня 2011 року:
|          | Загалом | Допрацездатний вік | Працездатний вік | Постпрацездатний вік |
| -------- | ------- | ------------------ | ---------------- | -------------------- |
| Чоловіки | 84      | 25                 | 55               | 4                    |
| Жінки    | 75      | 17                 | 43               | 15                   |
| Разом    | 159     | 42                 | 98               | 19                   |